# Bernice Lapp
Bernice Lapp, née le 11 septembre 1917 à North Plainfield et morte le 8 septembre 2010 à Edison (New Jersey), est une nageuse américaine spécialiste des épreuves en nage libre.

## Palmarès

### Jeux olympiques
- Jeux olympiques de 1936 à Berlin (Allemagne) :
  -  Médaille de bronze sur 4 x 100 m nage libre[1].